# 트린다지 마르칭 바스 군도

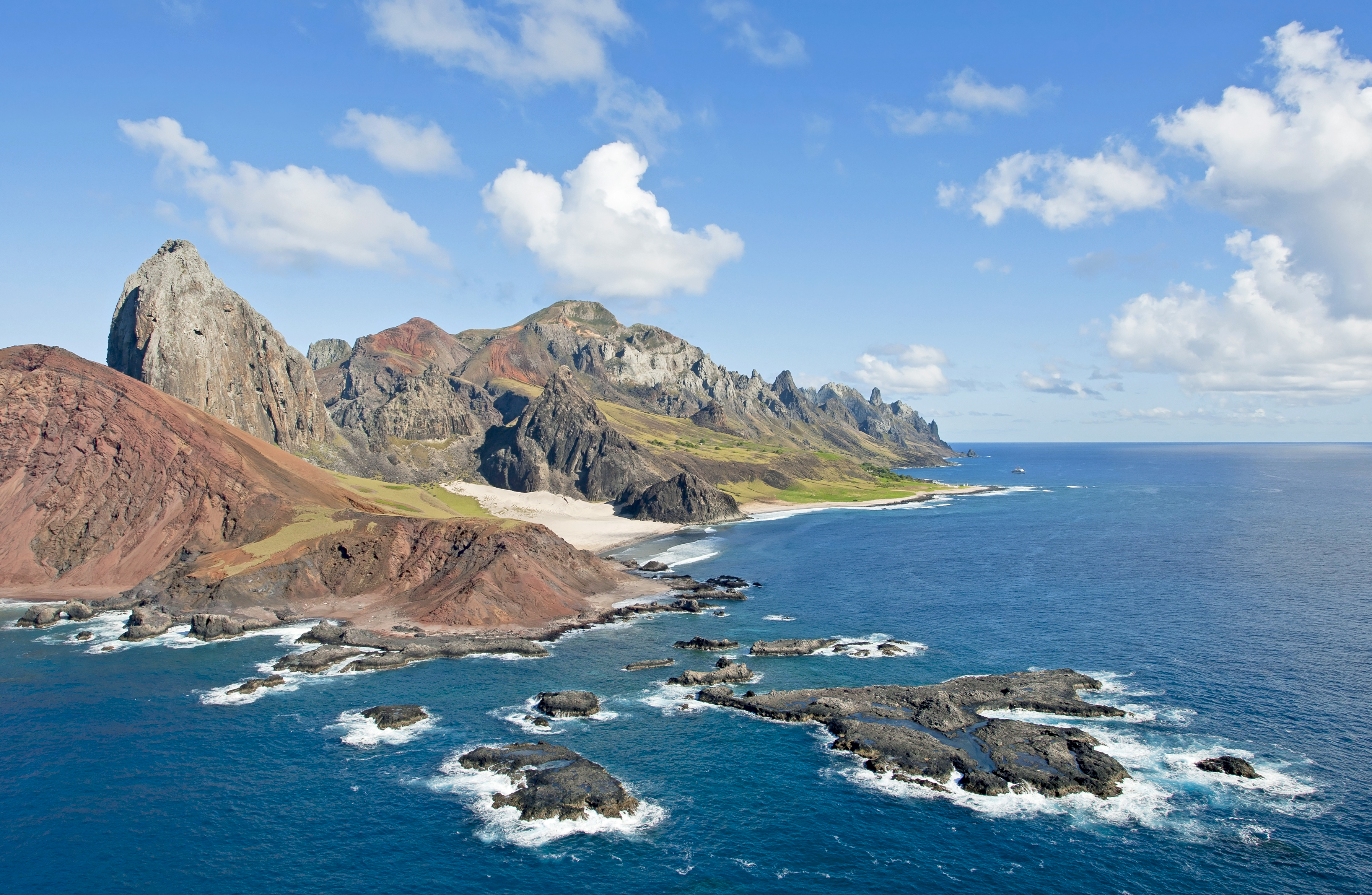

트린다지 마르칭 바스 군도(포르투갈어: Trindade e Martim Vaz 트린다지 이 마르칭 바스[*])는 브라질 이스피리투산투주에 속한 남대서양의 군도이다. 다섯 개의 섬과 여러 암초로 이루어져 있다. 군도의 전체 넓이는 약 10.4 km²이며 가장 큰 섬인 트린다지섬의 넓이가 그 중 10.1 km²를 차지한다. 트린다지섬에서 동쪽으로 약 49 km 떨어진 곳에 마르칭 바스 제도가 있는데 그 넓이는 모두 합쳐 0.3 km²이다.